# Ångermanland radio
Ångermanland radio var en kustradiostation som, ägd av marinen, svarade för militär radiokommunikation från Gävle till Haparanda under senare delen av kalla kriget.

## Stationens historia
För att säkerställa militär radiokommunikation längs den nästan 100 mil långa kusten vid Bottenhavet och Bottenviken, utfördes under 1950- och 1960-talen ett antal experiment med placering och räckviddstest av radiosändare.
I början av 1970-talet togs beslut om att bygga en marin kustradiostation, samt att eventuellt samutnyttja den av Televerket ägda Härnösand radios anläggningar.
År 1978 invigdes Ångermanland radio, och i samband med etablering av en sjöbevakningscentral i Härnösand kopplades det även in möjlighet till fjärrstyrning av vissa sändare. Redan på 1990-talet avbemannades stationen på personal, men utrustningen har därefter moderniserats och kan numera fjärrstyras inom nya Marinens radios nätverk. Investeringarna som gjorts i gamla Ångermanland radio tas tillvara även i marinens framtida projektet HF 2000, och innebär ytterligare materiel, bland annat en ny 10 kW sändare.